# Backe (motorsport)
Backe är en tävlingsform där ett fordon i taget kör på tid uppför en backe med olika lutning och underlag som kan bestå av asfalt eller grus samt kombinationer av dessa. Vid tävling med bilar används flera olika sorter; rally-, rallycross- och racingbilar med mera och föraren är ensam i sitt fordon. Eftersom man kör i en oftast brant uppförsbacke blir hastigheten lägre än i en vanlig rallytävling, medan tekniska misstag blir mycket utslagsgivande tidsmässigt.
Det körs också backtävlingar med motorcyklar, fyrhjulingar, snöskotrar och cyklar.
Mycket spektakulärt är backtävling för lastbilar - Truck Racing. Backtävling med lastbilar arrangerades under senare delen av åttiotalet uppför berget Tossebergsklätten i Värmland.